# 德拉尼
50°2′23″N 34°32′57″E / 50.03972°N 34.54917°E
德拉尼（烏克蘭語：Драни），是烏克蘭中部的村莊，隸屬波爾塔瓦州的波爾塔瓦區。該村處於巴季基附近，面積0.324平方公里，海拔高度170米，2001年人口16。